# Lâu đài Branč
Lâu đài Branč (tiếng Slovakia: Branč hrad) là tàn tích của một lâu đài tọa lạc ở độ cao 475 mét so với mực nước biển, trên một ngọn đồi thuộc địa phận làng Podbranč, huyện Senica, vùng Trnava, Slovakia.

## Lịch sử
Lâu đài Branč được nhắc đến lần đầu tiên trong một văn bản có niên đại vào năm 1317. Lâu đài Branč được thợ xây Aba người gốc Hlohovec xây dựng trong khoảng thời gian 1251 - 1261. Lâu đài Branč là một lâu đài biên giới có diện tích khoảng 7.500 mét vuông, đảm nhiệm chức năng canh giữ những con đường qua Little Carpathians đến Moravia.
Lâu đài Branč từng là tài sản của 40 chủ sở hữu. Những chủ sở hữu tiêu biểu nhất của lâu đài bao gồm: Matúš Čák Trenčiansky, vua Hungary Karol Róbert, vua Matej Korvín, vua Séc Ján Luxemdowký, vua Sigismund của Luxembourg, quý tộc Stibor thành Stiborice. Vua Sigismund của Luxembourg đã tái thiết lâu đài thành một lâu đài đá theo phong cách kiến trúc Gothic điển hình. Chủ sở hữu cuối cùng của lâu đài là František Ňári. Sau này, lâu đài Branč bị bỏ hoang, nên người Thổ Nhĩ Kỳ dễ dàng tấn công và phá hủy lâu đài này.

## Hình ảnh

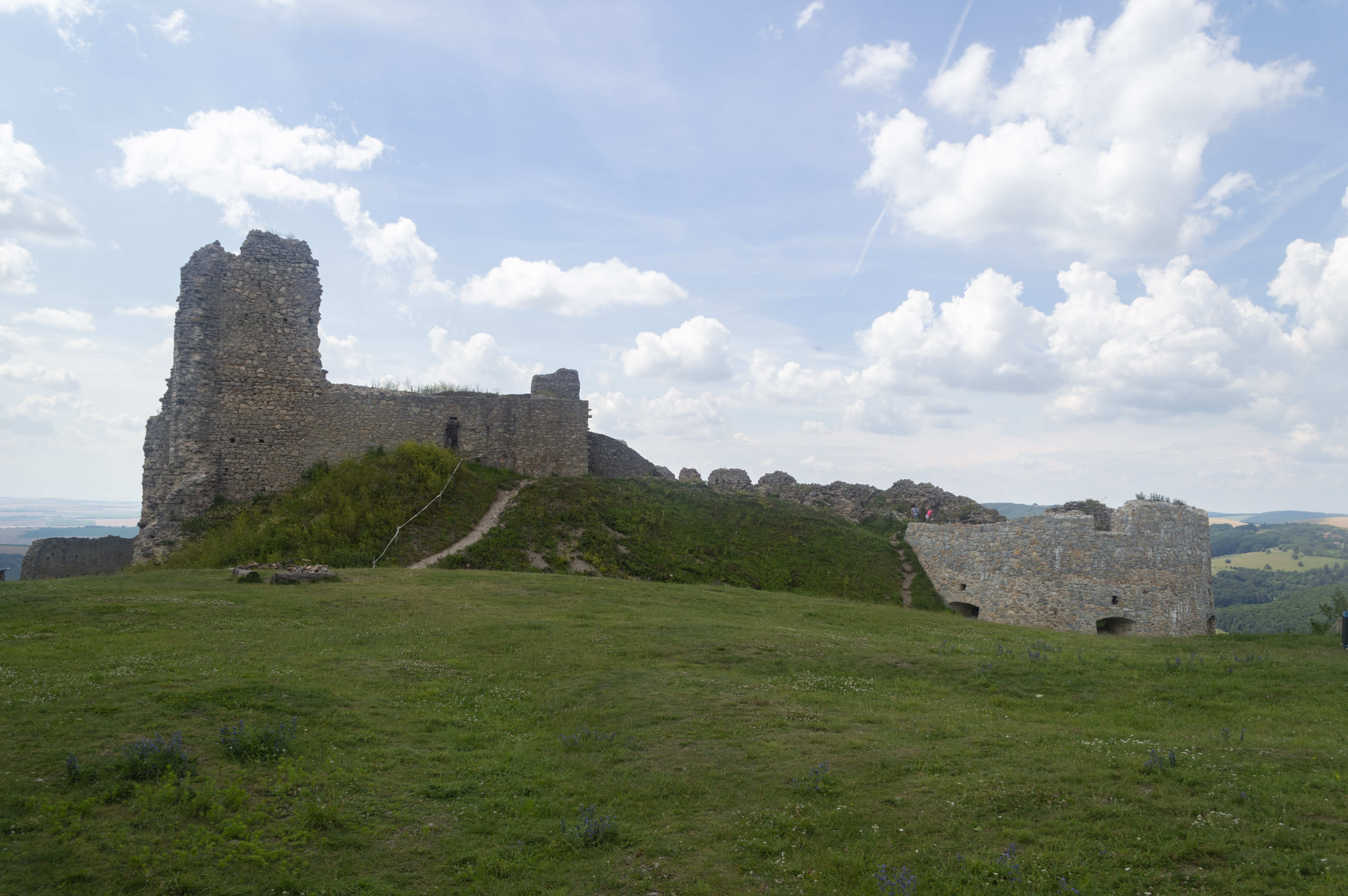
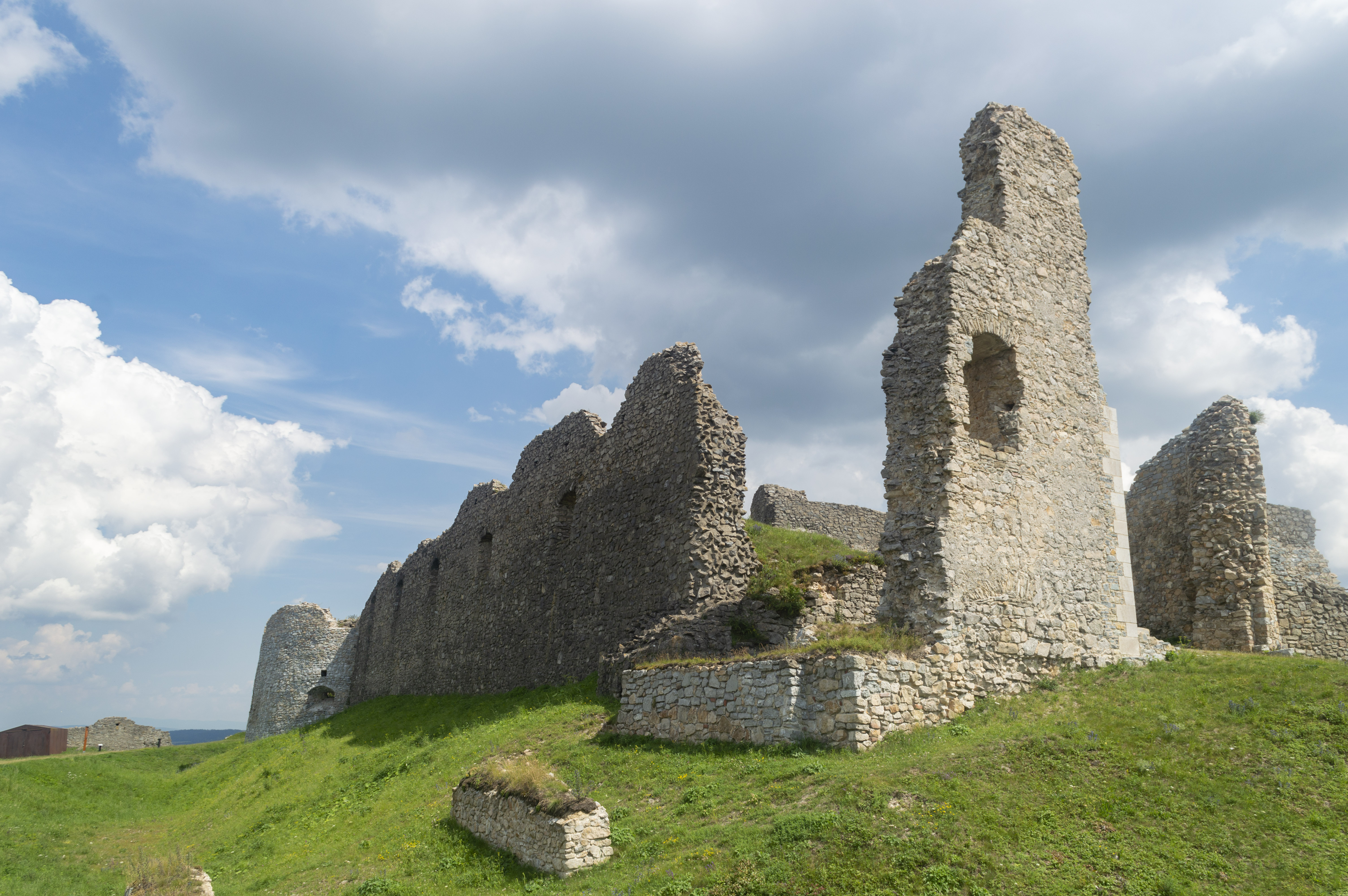
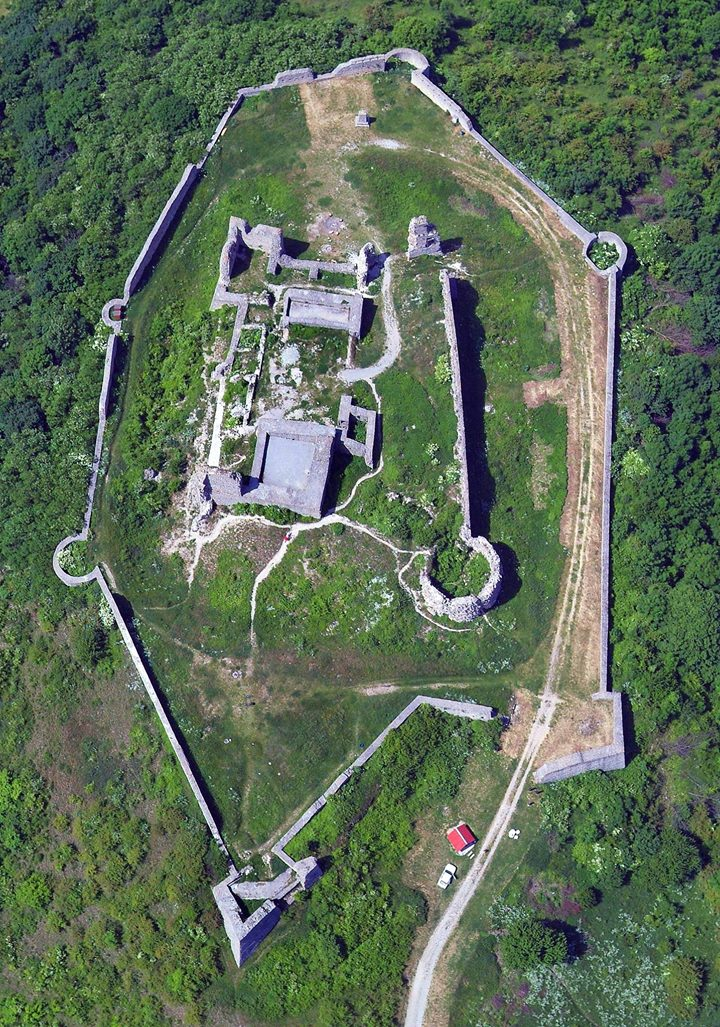